# Обрадор, Рафаэль
Рафаэ́ль Обрадо́р Бургуэ́ра (исп. Rafael Obrador Burguera; 24 февраля 2004, Кампос, Испания) — испанский футболист, защитник клуба «Бенфика».

## Клубная карьера
Обрадор — воспитанник клубов «Кампос» и «Мальорка». 19 июля 2020 года в матче против «Осасуны» он дебютировал в Ла Лиге. В том же году Рафаэль перешёл в «Реал Мадрид», где начал выступать за молодёжную команду.